# Необратимость (фильм)
«Необрати́мость» (фр. Irréversible) — французский драматический триллер режиссёра Гаспара Ноэ. История рассказывается в обратном хронологическом порядке. Производство компаний StudioCanal, Nord-Ouest Production, Eskwad, Les Cinemas de la zone и 120 Films. 
Премьера фильма состоялась 23 мая 2002 года в основном конкурсе 55-го Каннского кинофестиваля. Кинолента настолько шокировала зрителей, что 250 человек вышли из зала, причём некоторым из них потребовалась медицинская помощь. Пресс-секретарь пожарной части города лейтенант Жерар Куртель сказал: «За 25 лет моей службы такого на Каннском фестивале ещё не было. Некоторые сцены этого фильма невыносимо смотреть даже нам, профессионалам». Во время сцен изнасилования и убийства двадцать человек в зале упали в обморок.
На фестивале критики оценили фильм весьма неровно, но те, кто той ночью остался в зале до конца показа, аплодировали картине стоя. По данным сайта Metacritic фильм получил смешанные или средние отзывы (51 балл) на основе 38 мнений кинокритиков.
18 февраля 2021 года к 20-летию фильма в прокат вышла новая режиссерская версия «Необратимости», перемонтированная в хронологическом порядке.

## Сюжет
«Необратимость» состоит из тринадцати эпизодов различной длины, смонтированных в обратном хронологическом порядке. Каждый эпизод сделан без внутренних монтажных склеек. Эпизоды смонтированы в основном через затемнение, что создает иллюзию неразрывности действия, несмотря на обратную хронологию. Камера постоянно движется и останавливается — почти на уровне пола — только в сцене изнасилования. Титры показаны в начале фильма. Действие фильма разворачивается в течение одного дня. 

### Сюжет (в хронологическом порядке)
Героиня Алекс (Моника Белуччи) рассказывает своему мужу Маркусу (Венсан Кассель) о странном сне, как будто она идёт по красному коридору, который потом разделяется надвое. Чуть позже, сделав тест, Алекс узнаёт, что беременна. Они с Маркусом и бывшим мужем Алекс — Пьером — идут на вечеринку, по пути она рассказывает, что читает книгу, в которой советуется доверять снам, т.к. они отражают реальность вне времени. Поссорившись с мужем из-за того, что он принял кокаин, Алекс уходит с вечеринки одна и отправляется домой. В пустом подземном переходе с красными стенами и мерцающими лампами она видит, как мужчина применяет насилие к некой проститутке и пытается заступиться, но он жестоко насилует ее и избивает, калеча ей лицо, при этом проговаривается, что имеет также и гомосексуальные наклонности. Маркус и Пьер, ушедшие с вечеринки на 15 минут позже, видят, как Алекс увозит скорая. К ним подходят местные бандиты и предлагают за определенную плату найти и покарать насильника собственными руками. Компания расспрашивает местных проституток и попадает на ту, которая могла изначально стать жертвой в тоннеле, но это оказывается трансвестит. Он называет виновника, и компания идет разыскивать его в гей-клубе, но путает его с другим. Тот оказывается сильнее Маркуса, ломает ему руку и едва не насилует его. Но Пьер забивает того до смерти огнетушителем, полностью сломав ему лицевую часть черепа. Настоящий же преступник всё это время находится рядом (стоит справа). После чего Маркуса отправляют в больницу, а Пьера арестовывают за убийство.
Сюжетная линия завершается (а фильм как раз начинается) сценой, показывающей разговор между двумя сомнительного вида мужчинами в маленькой квартире над клубом. Один из них – Мясник, главный герой предыдущего фильма Гаспара Ноэ «Seul contre tous», он говорит, что был арестован из-за того, что занимался сексом с собственной дочерью. Второй также показывает маниакальные наклонности и говорит, что самое главное – полученное удовольствие. Они слышат шум на улице и решают не придавать ему значения, т.к. это обычное дело в гей-клубе.

### Концовка
Последний эпизод (то есть первый по хронологии) показывает беременную Алекс, которая задремала солнечным летним днём. Таким образом, возникает вероятность, что все события этого дня — это лишь кошмарный сон главной героини. В финальной сцене (первой по хронологии) Алекс читает книгу «Эксперимент со временем», а в эпизоде разговора в лифте пересказывает мысли из этой книги. В конце фильма вместо титров на экране появляется фраза «Время всё разрушает» (фр. Le temps détruit tout). 

## В ролях
| Актёр            | Роль          |
| ---------------- | ------------- |
| Моника Беллуччи  | Алекс         |
| Венсан Кассель   | Маркус        |
| Альбер Дюпонтель | Пьер          |
| Джо Престиа      | Тенья/Солитёр |
| Филипп Наон      | старик        |

## Дополнительные факты
- При создании сцен девятиминутного изнасилования (снятого одним планом) героини Алекс (Моники Беллуччи) и жестокого убийства клиента садо-мазо-гей-клуба «Прямая кишка» были использованы цифровые технологии, в частности, кровь на лице Алекс, гениталии насильника[5] и раздавленный череп посетителя «Прямой кишки» добавлены в фильм с помощью компьютера.
- Начальные эпизоды фильма оформлены почти неслышимым низкочастотным звуком, похожим на шум землетрясения. У многих людей данный шум вызывает беспокойство, лёгкую тошноту и головокружение[6]. Считается, что звуковое оформление «Необратимости» — основная причина, по которой зрители уходили с просмотра в течение первых тридцати минут ленты. Именно на такую реакцию и рассчитывал режиссёр Гаспар Ноэ.
- Музыку к фильму написал Тома Бангальтер, участник электронного дуэта Daft Punk[7]. Помимо оригинальной музыки в картине звучат Седьмая симфония Людвига ван Бетховена и Девятая симфония Густава Малера.
- Режиссёр и сценарист «Необратимости» Гаспар Ноэ является также одним из операторов и сопродюсеров фильма. Кроме того, он сыграл камео — роль мастурбирующего клиента клуба «Прямая кишка»[8].
- По утверждению Гаспара Ноэ, перед съёмками он увидел сцену реальной казни. И подумал, что ничего подобного он в фильмах не видел, так как обычно в фильмах показывают сцены быстрой смерти. А в жизни трудно отнять жизнь человека. Поэтому сцена убийства не только жестокая, но и длительная[9].
- Фильм включён в список запрещённых к распространению в Республике Беларусь[10].
- На момент съемок Моника Беллуччи и Венсан Кассель состояли в браке.